# Lanceerachtbaan
Een lanceerachtbaan is een achtbaantype.

## Ritverloop
De optakeling wordt geheel of gedeeltelijk vervangen door een lancering om de achtbaantrein de nodige snelheid mee te geven om het circuit te kunnen voltooien, met soms een lanceeroptakeling.

## Gebruik
Een lancering kan in een achtbaan om verschillende redenen gebruikt worden, bijvoorbeeld vanwege de grote versnellingen die de rijders ervaren. Bij achtbanen met een auto-, raket- of motorthema lijkt de lancering op de start van een race. Ook bij achtbanen waarbij de hoogte beperkt is door bijvoorbeeld lokale wetgeving of een gebouw, zoals bij indoorachtbanen, kan een lancering worden gebruikt om de achtbaantrein een hoge snelheid mee te geven die niet bereikt kan worden met een optakeling tot de beperkte hoogte.

## Geschiedenis
De eerste lanceerachtbaan in Europa was Psyké Underground (toen bekend onder de naam Sirocco in Walibi Belgium. Deze achtbaan was tot november 2008 operatief met vliegwiellancering en heropende in juli 2013 opnieuw zijn deuren na een grondige renovatie (tegenwoordig met LIM-lancering). Walibi Belgium opende ook de eerste lanceerwaterachtbaan ter wereld, Pulsar (een Power Splash van MACK Rides).

## Voorbeelden van lanceerachtbanen

### Afrika
Zuid-Afrika
- Golden Loop (Gold Reef City)

### Australië/Oceanië
Australië
- Jet Rescue (Sea World)
- Mick Doohan's Motocoaster (Dreamworld)
- Surfrider (Wet'n'Wild Gold Coast)
- Tower of Terror II (Dreamworld)

### Azië
China
- RC Racer (Shanghai Disneyland)

 Hong Kong
- RC Racer (Hong Kong Disneyland)

 Japan
- Shuttle Loop (Nagashima Spa Land)

 VAE
- Formula Rossa (Ferrari World)
- Velociraptor (IMG Worlds Of Adventures)

### Europa
België
- Anubis The Ride (Plopsaland)
- Psyké Underground (Walibi Belgium)
- Pulsar (Walibi Belgium)
- Fury (Bobbejaanland)
- The Ride to Happiness (Plopsaland de Panne)
- Mecalodon (Walibi Belgium)

 Duitsland
- Blue Fire (Europa-Park)
- ring°racer (Nürburgring) (SBNO)
- Star Trek: Operation Enterprise (Movie Park Germany)
- Taron (Phantasialand)
- F.L.Y (Phantasialand)

 Finland
- Half Pipe Coaster (Särkänniemi)
- Thunderbird (PowerPark)

 Frankrijk
- Avengers Assemble: Flight Force (Walt Disney Studios Park)
- RC Racer (Walt Disney Studios Park)
- Toutatis (Parc Astérix)

 Italië
- ISpeed (Mirabilandia)
- Shock (Rainbow MagicLand)

 Nederland
- Boosterbike (Toverland)
- Formule X (Drievliet)
- Gold Rush (Slagharen)
- Xpress: Platform 13 (Walibi Holland)

 Noorwegen
- Speed Monster (Tusenfryd)

 Polen
- Formuła (Energylandia)
- Abyssus (Energylandia)

 Spanje
- Furius Baco (Port Aventura)
- Red Force (Ferrari Land)

 VK
- Irn Bru Revolution (Pleasure Beach Blackpool)
- Icon (Pleasure Beach Blackpool)
- Rita (Alton Towers)
- Stealth (Thorpe Park)

 Zweden
- Helix (Liseberg)
- Kanonen (Liseberg) (verwijderd)

### Noord-Amerika
Canada
- Back Lot Stunt Coaster (Canada's Wonderland)

 VS
- Avatar Airbender (Nickelodeon Universe)
- Cheetah Hunt (Busch Gardens Tampa Bay)
- Flight of Fear (Kings Island)
- Full Throttle (Six Flags Magic Mountain)
- Half Pipe Coaster (Elitch Gardens)
- Harry Potter and the Escape from Gringotts (Universal Studios Florida)
- Hypersonic XLC (Kings Dominion)
- Incredicoaster (Disney California Adventure Park)
- Kingda Ka (Six Flags Great Adventure)
- Lightning Rod (Dollywood)
- Maverick (Cedar Point)
- Montezooma's Revenge (Knott's Berry Farm)
- Mr. Freeze (Six Flags Over Texas)
- Possessed (Dorney Park)
- Revenge of the Mummy (Universal Orlando Resort)
- Rock 'n' Roller Coaster (Disney's Hollywood Studios)
- Slinky Dog Dash (Disney's Hollywood Studios)
- Steel Venom (Valleyfair)
- Storm Runner (Hersheypark)
- Superman: Escape from Krypton (Six Flags Magic Mountain)
- The Incredible Hulk Coaster (Universal Orlando Resort)
- The Joker's Jinx (Six Flags America)
- Top Thrill Dragster (Cedar Point)
- Vertical Velocity (Six Flags Great America)
- Volcano (Kings Dominion)
- Wave Breaker (SeaWorld San Antonio)
- White Lightnin' (Carowinds) (verwijderd)
- Wicked Twister (Cedar Point)
- Xcelerator (Knott's Berry Farm)

### Zuid-Amerika
Brazilië
- Katapul in Hopi Hari

## Galerij

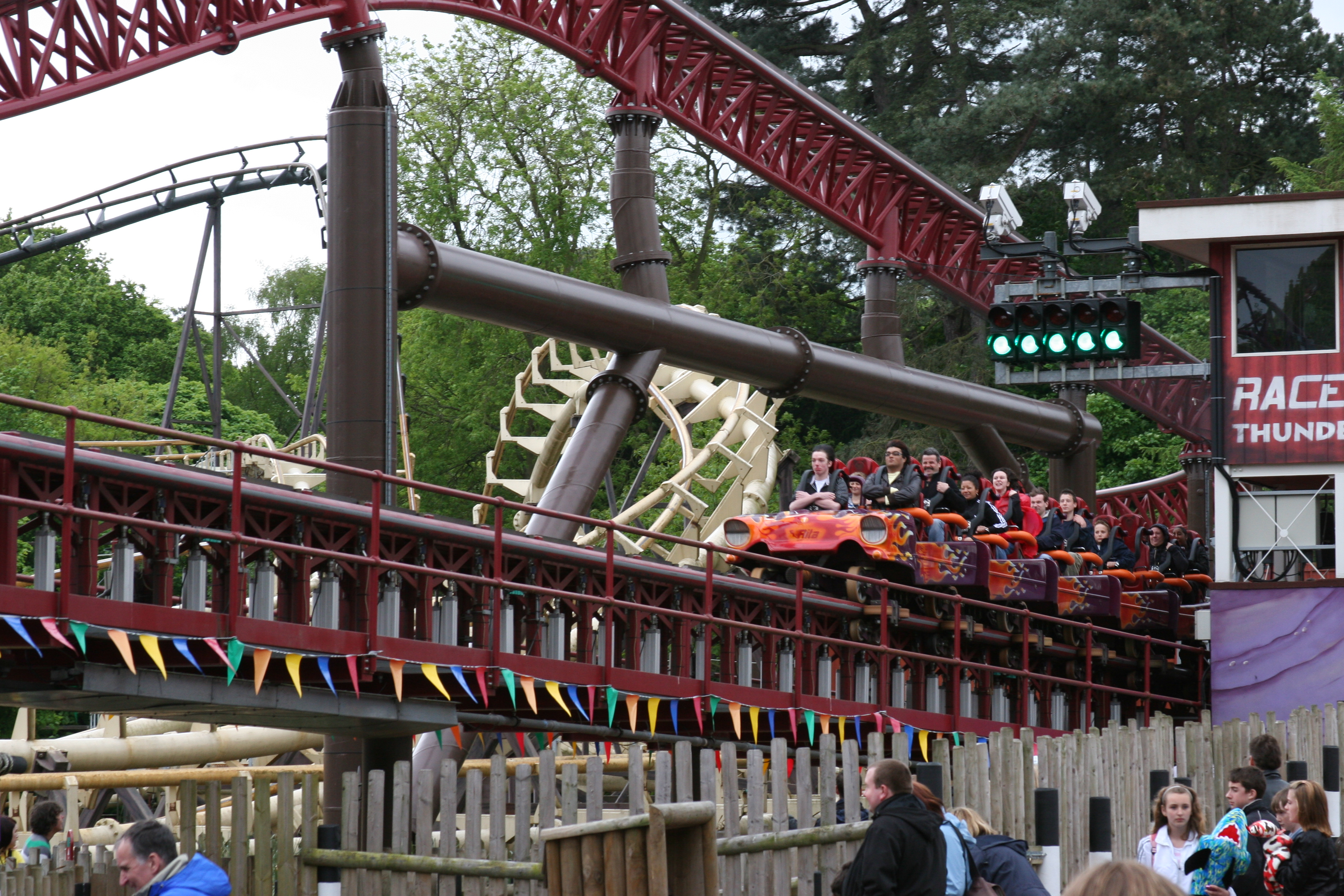
Rita
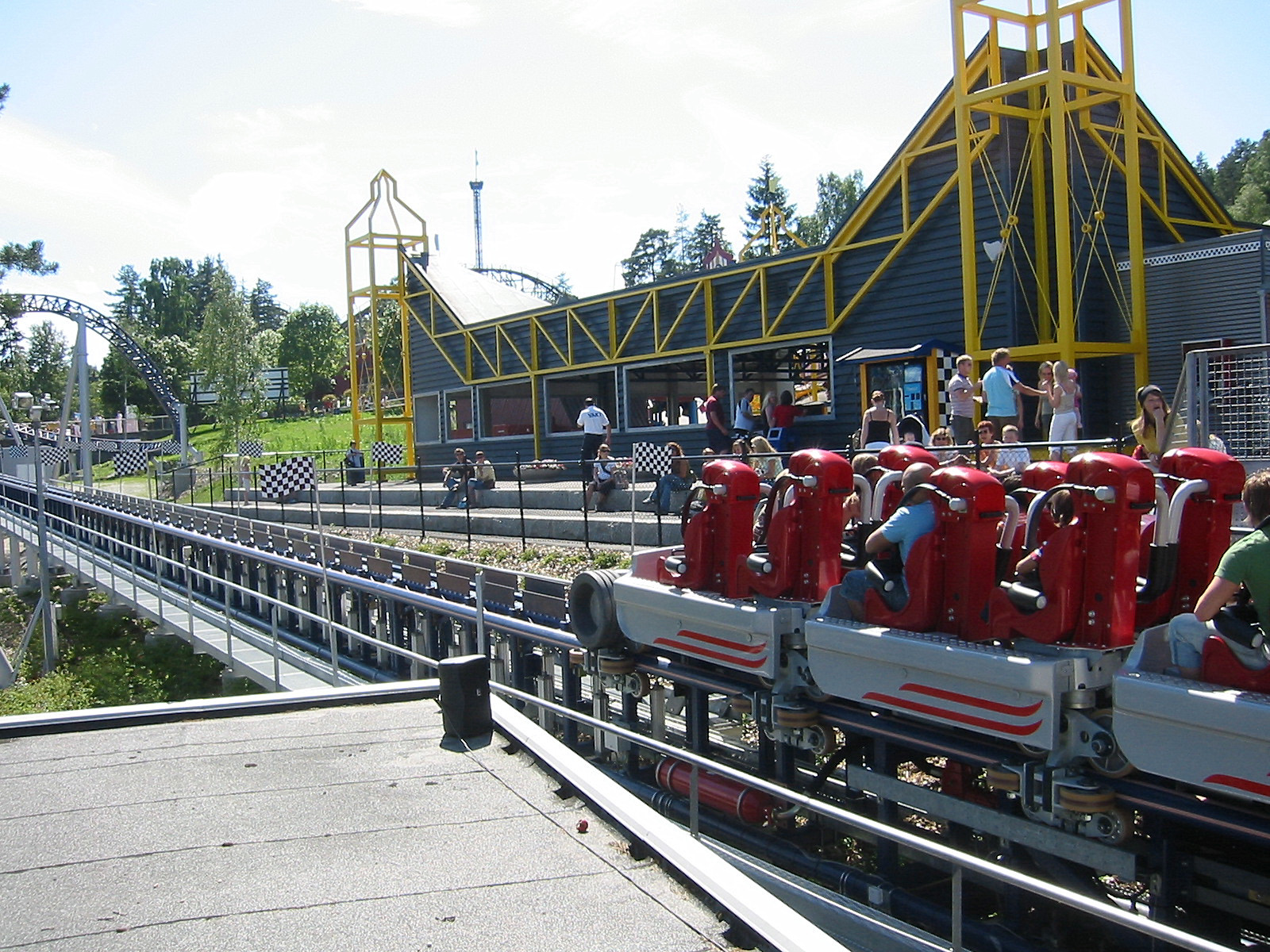
Speed Monster
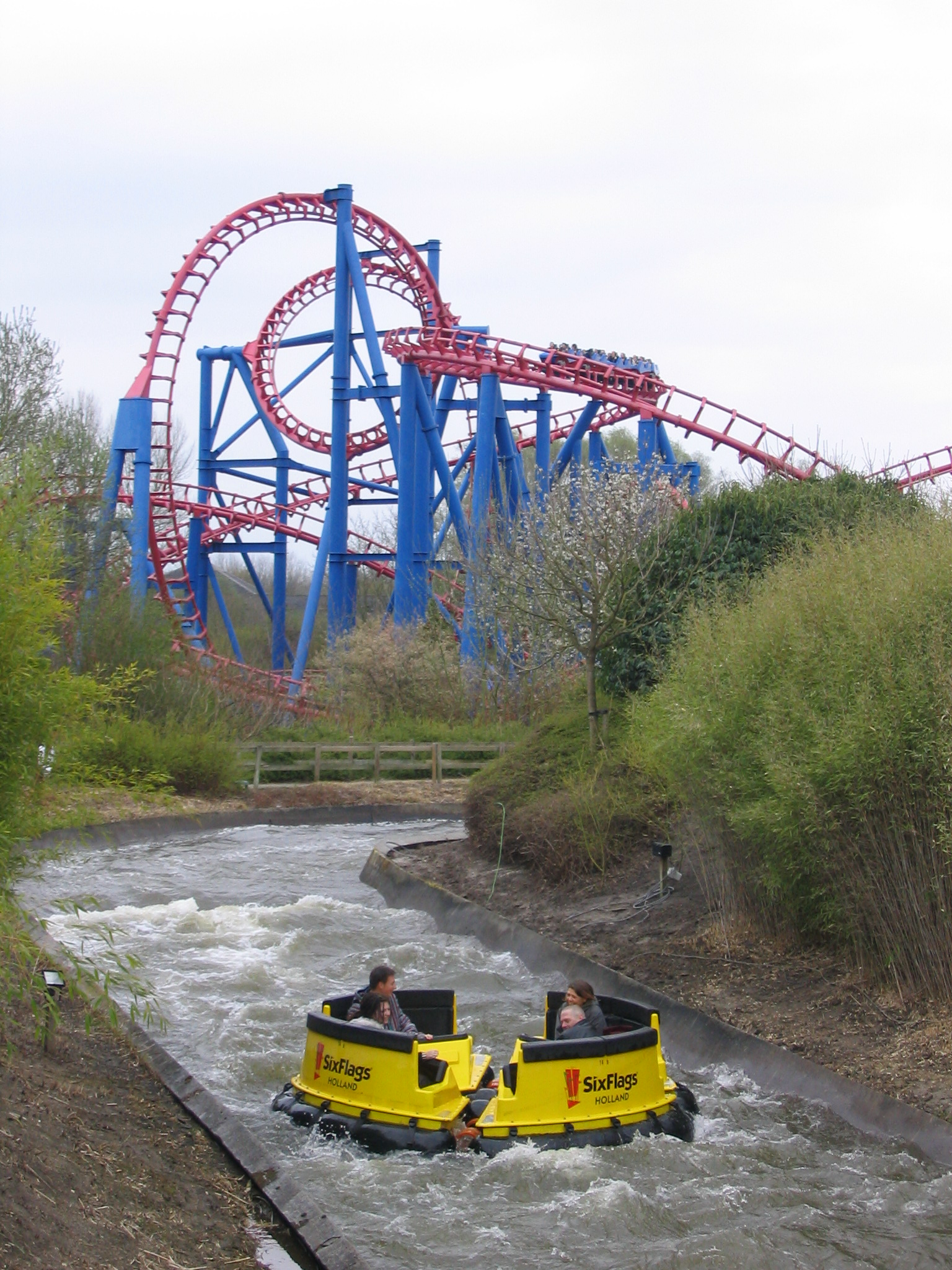
Xpress: Platform 13 (toen het nog de naam Superman: The Ride droeg)